# Seigneur de lumière
Seigneur de lumière (titre original : Lord of Light) est un roman de science-fiction, écrit en 1967 par Roger Zelazny.
Cet ouvrage a été récompensé par le prix Hugo du meilleur roman 1968.

## Résumé
Dans le futur, une partie de l'humanité a émigré vers une autre planète à bord d'un vaisseau spatial, L'Étoile de l'Inde. L'utilisation d'une technologie permettant le transfert de la conscience des membres vieillissants de l'équipage dans un nouveau corps, artificiellement cultivé, leur permet désormais de continuer à vivre de corps en corps et de développer les pouvoirs mutants qui leur sont apparus. Ces colons qui ont connu la Terre ou bien sont nés à bord du vaisseau sont appelés les "Premiers".
Arrivés sur ce nouveau monde, les Premiers ont remporté les guerres menées pour détruire la quasi-totalité des formes de vies indigènes et emprisonner ou rendre inoffensive les formes de vie indestructibles. Ce sont les Premiers et certains de leurs rejetons qui ont peuplé ce nouveau monde et qui le dirigent dans l'intention d'éduquer l'humanité et lui donner progressivement accès au savoir et à la technologie.
Avec le temps quelques-uns des Premiers se sont assimilés à des dieux de la mythologie hindoue, mythologie qui se prête bien à une "civilisation" qui détient le réel pouvoir de contrôler la réincarnation, ils maintiennent de la sorte un pouvoir sans partage.
Les Premiers vivent depuis de nombreux siècles, ils sont devenus égoïstes, pervers, amoraux, détraqués et refusent de partager leurs connaissances. Grâce à leur technologie avancée et aux pouvoirs mutants qui leur sont venus, ils se font passer pour des dieux et dictent des règles de conduite au peuple, contrôlant notamment l'accès aux méthodes de réincarnation et en détruisant systématiquement toutes découvertes et avancées humaines, scientifiques ou technologiques. Ils imposent une religion unique, un ersatz de la religion hindoue, dirigée par des prêtres qu'ils contrôlent.
L'un des Premiers, Sam, va se rebeller contre cet état de faits et tenter de déclencher contre les dieux une révolution inspirée du Bouddhisme dont il se souvient pour tenter de sortir le peuple du Moyen Âge éhonté dans lequel il est maintenu...

## Les personnages
- Mahasamatman est le héros. Plus connu sous le nom de Sam c'est un esprit rebelle, un combattant accompli et un fin stratège. Il a joué un rôle important au début du monde, dans les guerres de colonisation de la planète. Son don mutant : il maîtrise par l'esprit l'énergie pure (électrodirection, contrôle des champs électromagnétiques). Las de la situation scandaleuse dans laquelle les dieux maintiennent le monde il décide de défier le ciel et de dire la vérité au peuple. Il a plusieurs autres noms : Siddharta, Seigneur de lumière, Maitreya, Kalkin, le Destructeur, l'Illuminé, l'Eclairé, l'Enchanteur, Celui qui lia les démons, Tathagata, Bouddha.

- Le Ciel est l'ancienne base No1 des colons construite dans une région polaire sur un plateau artificiel uniquement accessible par voie aérienne. Elle a été construite sous un dôme, entièrement automatisée, réaménagée et équipée "pour durer dix mille ans" de l'aveu de Yama-Dharma. C'est le siège des dieux. Encore appelée "Paradis". Cette base est habitée par les dieux. Vu les combats que mène Sam contre le ciel, certains dieux meurent de la vraie mort, de nouveaux corps sont alors activés et sont habités par des consciences choisies parmi d'autres dieux (voire dieux en herbe) les plus aptes pour remplacer l'ancien.

- La Trimûrti est un conseil constitué des 3 dieux qui dirigent le ciel : Brahma, Çiva et Vishnou.

- Yama Dharma est le dieu de la mort. Génie de la mécanique, passionné de science et redoutable guerrier, il manie à la perfection toutes les armes et excelle à l'escrime. Il a conçu et supervisé la construction d'un grand nombre d'équipements mis à disposition des dieux comme les dispositifs électroniques nécessaires au développement des dons mutants, les machines de réincarnation, le char de Civâ, le foudre d'Agni, l'arc terrible de Rudra, le trident, la lance étincelante, le coquillage de Kalkin. Il est amoureux fou de Kâli, déesse de la mort. Lorsque Yama Dharma tue c'est net, précis et rapide. Son don mutant : Il peut tuer par son regard.

- Tak l'archiviste est le gardien de la bibliothèque et de la base de données associée qui contient toute l'histoire consignée depuis l'arrivée des colons. Il est aussi connu comme le chevalier à la lance. Il a été banni du ciel pour avoir aidé Sam et est condamné à vivre en exil sous la forme d'un singe. Il a été conçu par l'union de deux corps dont l'un fut Sam (il est probable que l'autre soit Candi bien qu'il n'en soit fait nullement référence dans l'histoire), il n'est pas précisé que Sam se souvienne que Tak soit son fils bien qu'à un moment donné une mimique de Tak éveille en Sam quelques interrogations...

- Kâlî est la déesse de la mort. Sauvage, sanguinaire, sadique et sans pitié elle tue plutôt, contrairement à Yama-Dharma, à la manière des chats... Elle n'hésite pas à se transmuter en un animal sauvage pour s'attaquer à quiconque l'aura contrariée. Elle a combattu aux côtés de Kalkin, son amant de l'époque, pendant les guerres de colonisation. Elle porte aussi d'autres noms, Candi et Dûrga. C'est la maîtresse de Yama.

- Kubera est un compagnon de Yama, il fait partie de la famille de dieu appelée les Lokapalas. Quel que soit le corps dans lequel il est réincarné il devient toujours gros. Il est extrêmement perspicace et intelligent, c'est un génie de la technologie un peu à la manière de Yama qu'il surpasse même dans certains domaines (mécanique, thermodynamique, moteurs). Il maîtrise les sentiments et possède la faculté de communiquer des émotions aux objets inanimés qui prennent pour ainsi dire vie. Très puissant et expert en boxe irlandaise. Après des années de paresse en tant que dieu, il s'est décidé en faveur de Sam.

- Rild Tueur de la déesse Kâli. Il a passé trois vies à apprendre son art, son corps est en quelque sorte une armure.

- Râtri est la déesse de la nuit. C'est une amie de Kubéra qui l'a d'ailleurs impliquée, sans avoir eu besoin d'insister beaucoup, dans le combat de Sam contre le ciel. Elle a été bannie du ciel et est condamnée à être réincarnée dans des corps "de matrone un peu grasse" qui l'empêche d'exprimer sa puissance et sa beauté. Son don mutant : Elle est capable de plonger dans la nuit, ou au contraire d'éclairer ses victimes. Il lui arrive toutefois de pouvoir exprimer sa puissance et redevenir temporairement la déesse qui "emplit l'espace vide, jusqu'en ses profondeurs et dans toute son élévation, dont l'éclat chasse les ténèbres".

- Māra est le dieu de l'illusion, capable de créer des leurres ou chimères il peut plonger ses victimes dans ses rêves (ou plutôt ses cauchemars). Il se fait parfois appeler Aram ou le Rêveur.

- Jan Olvegg était le commandant de l'Étoile de l'Inde. Comme Sam il a refusé d'être un dieu et vit parmi la population. Autres noms, Jannaveg le voilier, Olvagga, Janagga. C'est un allié de Nirriti et aussi, à d'autres époques, de Sam.

- Nirriti le Noir est l'esprit de la mort. C'est un des Premiers. Il a quitté le ciel sur un différend avant que le ciel ne soit en mesure d'affirmer sa puissance (voire de l'éliminer). Avec l'aide de Ganêça, il a pu emporter avec lui des équipements de manufacture de corps et de réincarnation. Il était aumônier à bord de l'Étoile de l'Inde et il est maintenant à la tête d'une armée de zombis. Il est unique dans la littérature et, par là même, assez ironique de trouver en la personne d'un aumônier chrétien un véritable Seigneur des ténèbres chef d'une armée d'êtres soumis, sans volonté propre et qui s'agenouillent à la moindre occasion pour l'accompagner dans la prière.

- Ganêça est un manipulateur, il n'aime pas être sur le devant de la scène et préfère tirer les ficelles dans les coulisses. Il est à l'origine du départ négocié de Nirriti. Lorsqu'il est persuadé que les dieux vont perdre la partie il tente de les trahir auprès de Nirriti et de conserver sa position d'éminence grise.

- Agni, dieu du feu, il déclenche le feu universel (énergie thermo-nucléaire) grâce au foudre construit par Yama. Il porte une tenue isolante, des gants et des lunettes. Il est capable de voir dans l'ultraviolet sur de très très longues distances. Il a atomisé une partie de la surface des lunes pour asseoir son autorité.

- Les êtres-énergie (aussi appelés les "démons") sont les habitants originels de la planète et ont pour noms les Rakashas, les Yakashas, les êtres mineurs. Ils ont réussi, bien avant l'arrivée des hommes, à quitter leur corps et à vivre sous une forme purement énergétique. Ils ont la passion du jeu et sont capables de jouer pour n'importe quelle mise. Les dettes de jeu sont les seules affaires où ils mettent de l'honneur. Lorsque Tak demande à Yama si ce sont de vrais démons, Yama répond que ces créatures sont maléfiques, douées de grands pouvoirs, de très longues vies, capables de prendre temporairement toutes les formes, ils n'ont peur de personne et peuvent prendre possession du corps d'un homme mais que contrairement aux démons ils n'ont pas d'essence surnaturelle. Sam les a vaincus et emprisonnés [liés] lors des guerres de colonisation.

## Chronologie
L'histoire n'est pas racontée dans l'ordre chronologique. Le roman est constitué de sept chapitres que l'on pourrait résumer comme suit :
1. La résurrection du seigneur de lumière;
2. Siddharta acquiert un nouveau corps;
3. Bouddha enseigne sa doctrine;
4. Première guerre contre le ciel;
5. Sam refuse d'être un dieu;
6. Bouddha atteint le Nirvâna;
7. Seconde guerre contre le ciel;

L'ordre chronologique est 2, 3, 4, 5, 6, 1, 7.
- Dans les chapitres 2 à 6 Sam montre son indépendance vis-à-vis du système instauré par les dieux et lutte seul contre cet ordre établi, Yama est son principal ennemi.
- Dans les chapitres 1 et 7 Yama-Darhma et quelques autres dont Râtri, Kubéra et Tak sont devenus ses alliés.

## Projet de film

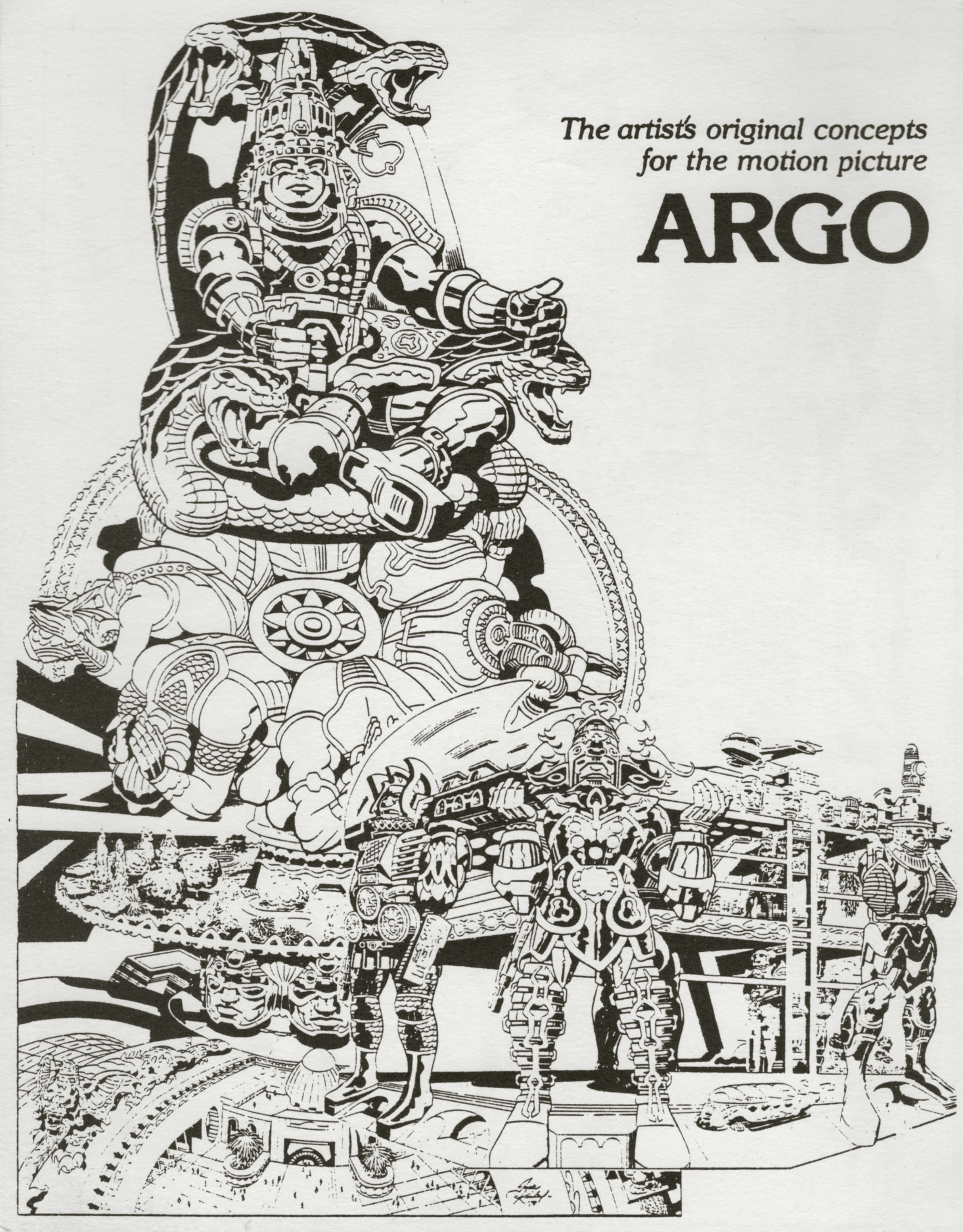
Art de Jack Kirby.

En 1979 il était annoncé que Seigneur de lumière donnerait naissance à un film de 50 millions de dollars. Il était prévu que les décors conçus pour le tournage soient construits en dur près de Denver, Colorado pour devenir à terme un parc d'attractions sur le thème de la science-fiction.
Une célébrité du monde de la bande dessinée, Jack Kirby, était même contactée pour produire les œuvres d'art nécessaires à la conception des décors. Cependant, à cause de problèmes juridiques, le projet n'a jamais été réalisé.
Des parties de ce projet de film, le script et les esquisses de M. Kirby, furent acquises par la CIA comme couverture pour exfiltrer six membres d'une équipe du personnel diplomatique résidant hors de l'ambassade américaine et qui tentaient de s'échapper d'Iran pendant la crise des otages iraniens. L'arrière-plan élaboré par la CIA impliquait un film nommé Argo. Le scénario utilisé était basé sur une adaptation du roman pour se dérouler sur une planète au parfum moyen-oriental, ce qui justifie le désir d'explorer des lieux de tournage en Iran.

## Éditions françaises
- Denoël, collection Présence du futur no 181, 1975 ; rééditions en octobre 1984  (ISBN 2-207-30181-8), janvier 1993  (ISBN 2-207-50181-7) et juin 1999  (ISBN 2-207-24921-2) ;
- in Seigneurs de lumière, Denoël, collection Lunes d'Encre no 105, traduction révisée par Thomas Day, 2009  (ISBN 978-2-207-25913-9) ;
- Gallimard, collection Folio SF no 430, septembre 2012  (ISBN 978-2-07-044795-4).